# Erotomania

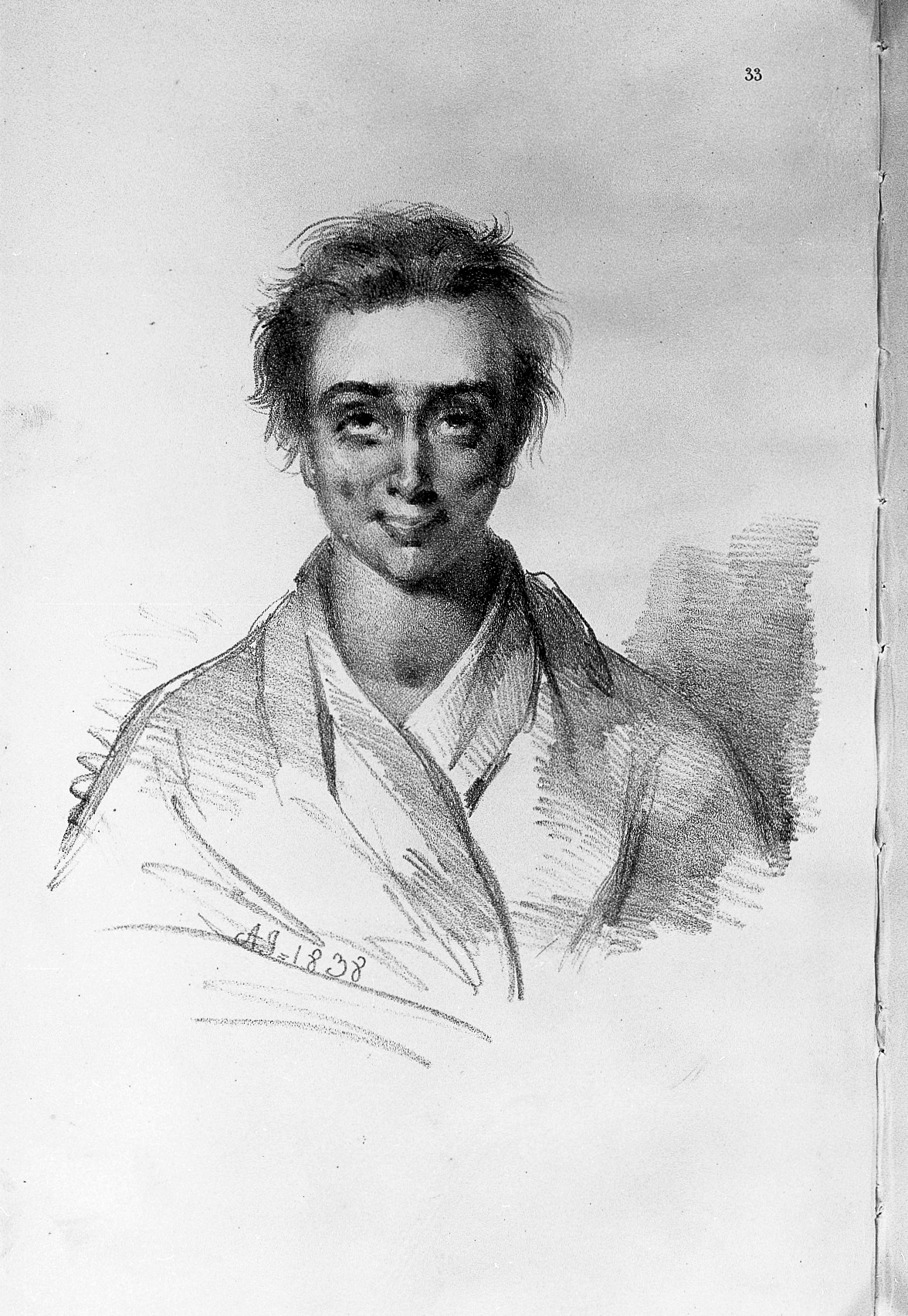
Kobieta cierpiąca na erotomanię

Erotomania – przypadłość, w której osoba chora posiada urojone przekonanie, że inna osoba, zwykle o wyższym statusie społecznym, jest w niej zakochana. Erotomania zwana jest także syndromem de Clerambaulta (francuski psychiatra Gaëtan Gatian de Clérambault opisał ją w 1921 roku w pracy Les Psychoses Passionelles).
Konsekwencjami tego przekonania są działania chorego, polegające na śledzeniu rzekomo zakochanej w nim osoby, nagabywanie jej, działanie na szkodę jej rodziny w przekonaniu, że ta ostatnia stoi na przeszkodzie ku okazywaniu domniemanego uczucia. Choroba ta często prowadzi do konfliktów z prawem osób na nią cierpiących (zob. m.in. Zona & al. 1993). Berrios i Kennedy (2002) utrzymują, że choroba ta jest społeczną konstrukcją i że w związku z tym nie da się jej prawdopodobnie ani zlokalizować w mózgu pacjenta, ani leczyć biologicznie, i być może nie doczeka się ona nigdy ostatecznej naukowej definicji.
Termin erotomania używany jest potocznie dla określenia nadmiernego zainteresowania się seksualnością i dążenia spełnienia seksualnego (zob. hiperseksualność, uzależnienie seksualne).

## Erotomania w DSM
Erotomania jest rozpoznaną jednostką chorobową w amerykańskim podręczniku diagnostycznym Diagnostic and Statistical Manual of Mental Disorders.
W czwartej wersji DSM (1994 / 2000), znajduje się w kategorii „Schizofrenia i inne zaburzenia psychotyczne”, w dziale zaburzenia urojeniowe (297.1), typ erotomania: „zaburzenie, w którym inna osoba, zwykle o wyższym statusie społecznym, zakochana jest w danej jednostce”.
W wersji piątej DSM (2013), erotomania opisana jest w rozdziale poświęconym spektrum schizofrenii, jako „zaburzenie urojeniowe (297.1 / F22) typu erotomanii” (podtyp cechujący się „przekonaniem o byciu kochanym przez kogoś”).